# Головастово
Головастово — упразднённая деревня в Вязниковском районе Владимирской области России.

## География
Урочище находится в северо-восточной части области, в зоне хвойно-широколиственных лесов, в пределах Волжско-Окского междуречья, к западу от реки Суворощь, на расстоянии примерно 9 километров (по прямой) к югу от города Вязники, административного центра района.

### Климат
Климат характеризуется как умеренно континентальный. Средняя температура воздуха самого холодного месяца (января) — −11,1 °C (абсолютный минимум — −48 °С), средняя максимальная температура воздуха (июля) — +23,3 °С (абсолютный максимум — +37 °С). Годовое количество атмосферных осадков составляет около 607 мм, из которых 413 мм выпадает в период с апреля по октябрь.

## История
В «Списке населенных мест Владимирской губернии по сведениям 1859 года» населённый пункт упомянут как владельческое сельцо Вязниковского уезда, расположенное при речке Куземке, в 15 верстах от уездного города. В сельце насчитывалось 10 дворов и проживало 64 человека (31 мужчина и 35 женщин).
По состоянию на 1905 год, в Головастове имелось 7 дворов и проживал 61 человека. В административном отношении деревня входила в состав Ждановской волости.
По данным 1926 года имелось 7 крестьянских хозяйств и проживало 59 человек (28 мужчин и 31 женщина). Являлась частью Ждановского сельсовета Никологорской волости.